# フットバッグ
フットバッグ（Footbag）とは、主に足を使って直径5cm位のバッグ（ボール）をお手玉やサッカーのリフティングの様に蹴って楽しむ遊びや競技など、スポーツとしての総称である。
また、使用されるバッグ（ボール）自体もフットバッグと呼ぶ場合がある。

## 概要

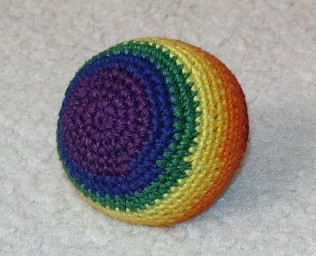
フットバッグで使用されるバッグの一例

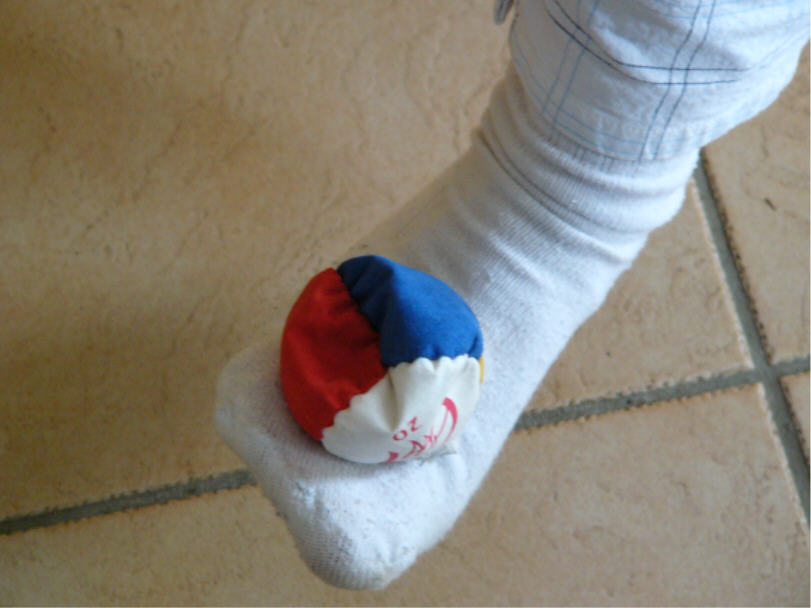
バッグを足の甲に乗せた状態

フットバッグは、1972年にアメリカ合衆国オレゴン州で医師のマイク・マーシャル（Mike Marshall）が、膝の手術をした患者のジョン・スタルバーガー（John Stalberger）のリハビリのために「足でお手玉のように遊んでみてはどうか」と勧めたのがきっかけで誕生した。
世界で最初のバッグは靴下の中に豆を詰めた手製のもので、仲間内での遊び程度だったが、徐々に改良を加えるうちに競技者人口が増え始め、世界中で競技大会が開かれるまでに成長した。
また、当初は「ハック・ザ・サック：Hack the Sack」と命名したため、今でも「ハッキーサック：Hacky Sack」と呼んでいる国もある。
競技としては、
- テニスやバレーボールやセパタクローの様に、ネットを挟んでバッグを蹴りあう「フットバッグ・ネット」（Footbag Net）
- 蹴る回数や時間を競う「フットバッグ・コンセキュティブ」（Footbag Consecutive）
- 様々な技を駆使して足技を競う「フットバッグ・フリースタイル」（Footbag Freestyle）

等がある。

## フットバッグ・フリースタイル
フットバッグの中で最も人気があり、競技者人口が多いのはフットバッグ・フリースタイルである。一人でも多人数でも行える上、競技以外にも単なる遊びとしても楽しめ、手軽に始められるのが人気の理由として挙げられる。
競技としてのフリースタイルには、「Routine」「Shred30」「BIG3」「Phat Combo」「Sick Trick」等の種目がある。